# Jackie Taylor
Jackie Taylor is een personage uit de televisieserie Beverly Hills, 90210, gespeeld door actrice Ann Gillespie.

## Beschrijving
Jackie is een voormalig model en de moeder van Kelly Taylor, een van de leerlingen op West Beverly Hills High. Aanvankelijk komt Jackie over als een sympathieke moeder, met interesse in mode en in de vriendengroep van Kelly. In werkelijkheid staat ze op grote afstand van haar dochter en heeft ze geen idee wat Kelly bezighoudt. Daarnaast is Jackie verslaafd aan drugs en alcohol en heeft ze een bipolaire stoornis. Als Jackie vanwege drugsgebruik in elkaar stort tijdens een modeshow op school, gaat ze naar een afkickkliniek.
In het tweede seizoen krijgt Jackie een relatie met Mel Silver, de vader van leerling David Silver. Het stel krijgt een dochtertje Erin en trouwt met elkaar. Later in de serie scheiden ze weer.
In de spin-off 90210 komt Jackie te overlijden aan borstkanker.

### Borstkanker
In de serie 90210 werd extra aandacht besteed aan het bestrijden van borstkanker, nadat het personage Jackie hier aan was overleden. Het personage SIlver deed mee aan een wedstrijd voor het goede doel en sloot zich aan bij Ford Warriors in Pink.